# Copa del Sultán Qabus
La Copa del Sultán Qabus es el torneo por eliminatorias de clubes de fútbol y copa nacional de Omán. La competición fue fundada oficialmente en 1972 y es gestionada por la Federación de Fútbol de Omán.

## Palmarés
| Temporada | Campeón         | Resultado        | Finalista          |
| --------- | --------------- | ---------------- | ------------------ |
| 1972-73   | Al-Ahli (Sedab) |                  |                    |
| 1973-74   | Sur Club        |                  |                    |
| 1974-75   | Al-Tali'aa      |                  |                    |
| 1975-76   | Fanja SC        |                  |                    |
| 1976-77   | Fanja SC        |                  |                    |
| 1977-78   | Dhofar Club     |                  |                    |
| 1978-79   | Fanja SC        |                  |                    |
| 1979-80   | Oman Club       |                  |                    |
| 1980-81   | Dhofar Club     |                  |                    |
| 1981-82   | Dhofar Club     |                  |                    |
| 1982-83   | Al-Ahli (Sedab) |                  |                    |
| 1983-84   | Al-Ahli (Sedab) |                  |                    |
| 1984-85   | Al-Ahli (Sedab) | 3 - 0            | Dhofar Club        |
| 1985-86   | Fanja SC        |                  |                    |
| 1986-87   | Fanja SC        | 3 - 0            | Al-Ahli (Sedab)    |
| 1987-88   | Fanja SC        | 2 - 1            | Al-Nasr Salalah    |
| 1988-89   | Al-Ahli (Sedab) | 1 - 0            | Al-Nasr Salalah    |
| 1989-90   | Fanja SC        |                  |                    |
| 1990-91   | Dhofar Club     |                  |                    |
| 1991-92   | Fanja SC        |                  |                    |
| 1992-93   | Sur Club        |                  |                    |
| 1993-94   | Al-Oruba Sur    | 1 - 0            | Dhofar Club        |
| 1994-95   | Oman Club       |                  |                    |
| 1995-96   | Al-Nasr Salalah |                  | Al-Ahli (Sedab)    |
| 1996-97   | Al-Seeb Club    |                  |                    |
| 1997-98   | Al-Seeb Club    | 1 - 0            | Al-Oruba Sur       |
| 1998-99   | Al-Seeb Club    | 1 - 0            | Sedab Club         |
| 1999-00   | Dhofar Club     | 2 - 1            | Al-Nasr Salalah    |
| 2000-01   | Al-Nasr Salalah | 2 - 1            | Al-Oruba Sur       |
| 2001-02   | Al-Oruba Sur    | 1 - 0            | Al-Nasr Salalah    |
| 2002-03   | Al-Nasr Salalah | 2 - 1            | Dhofar Club        |
| 2003-04   | Muscat FC       | 2 - 0            | Al-Seeb Club       |
| 2004-05   | Dhofar Club     | 1 - 0            | Mascate FC         |
| 2005-06   | Al Nasr Salalah | 3 - 1            | Al-Seeb Club       |
| 2006-07   | Dhofar Club     | 2 - 1            | Sur Club           |
| 2007-08   | Sur Club        | 1 - 1 (4-3 pen.) | Muscat FC          |
| 2008-09   | Al-Suwaiq       | 1 - 0            | Al Nahda Club      |
| 2009-10   | Saham Club      | 2 - 2 (7-6 pen.) | Dhofar Club        |
| 2010-11   | Al-Oruba Sur    | 1 - 1 (5-3 pen.) | Fanja SC           |
| 2011-12   | Dhofar Club     | 1 - 0            | Al-Ittihad Salalah |
| 2012-13   | Al-Suwaiq       | 2 - 0            | Al-Nahda Club      |
| 2013-14   | Fanja SC        | 2 - 0            | Al-Nahda Club      |
| 2014-15   | Al-Oruba Sur    | 2 - 0            | Sur Club           |
| 2015-16   | Saham Club      | 1 - 0            | Al-Khaburah Club   |
| 2016-17   | Al-Suwaiq       | 2 - 0            | Dhofar Club        |
| 2017-18   | Al-Nasr Salalah | 2 - 2 (6-5 pen.) | Sohar              |
| 2018-19   | Sur Club        | 2 - 1            | Fanja SC           |
| 2019-20   | Dhofar Club     | 0 - 0(5-4 pen.)  | Al-Oruba           |
| 2020-21   | Dhofar Club     | 5 - 1            | Al-Suwaiq          |
| 2021-22   | Al-Seeb         | 2 - 0            | Al-Rustaq          |
| 2022-23   | Al-Nahda        | 1 - 0            | Al-Seeb            |
| 2023-24   | Dhofar Club     | 2 - 0            | Al-Nahda           |

## Títulos por club
| Club            | Campeón | Años campeón                                                           |
| --------------- | ------- | ---------------------------------------------------------------------- |
| Dhofar Club     | 11      | 1977, 1978, 1981, 1982, 1991, 2000, 2005, 2007, 2011, 2020, 2021, 2024 |
| Fanja SC        | 9       | 1976, 1977, 1979, 1986, 1987, 1988, 1990, 1992, 2014                   |
| Al-Ahli (Sedab) | 5       | 1973, 1983, 1984, 1985, 1989                                           |
| Al-Nasr Salalah | 5       | 1996, 2001, 2003, 2006, 2018                                           |
| Al-Oruba Sur    | 4       | 1994, 2002, 2010, 2015                                                 |
| Sur Club        | 4       | 1974, 1993, 2008, 2019                                                 |
| Al-Seeb Club    | 4       | 1997, 1998, 1999, 2022                                                 |
| Al-Suwaiq       | 3       | 2009, 2013, 2017                                                       |
| Oman Club       | 2       | 1980, 1995                                                             |
| Saham Club      | 2       | 2010, 2016                                                             |
| Muscat FC       | 1       | 2004                                                                   |
| Al-Tali'aa      | 1       | 1975                                                                   |
| Al-Nahda FC     | 1       | 2023                                                                   |